# Pene Selatan
Pene Selatan is een bestuurslaag in het regentschap Timor Tengah Selatan van de provincie Oost-Nusa Tenggara, Indonesië. Pene Selatan telt 1451 inwoners (volkstelling 2010).